# Gonzalo di Borbone-Dampierre
Gonzalo di Borbone-Dampierre, duca d'Aquitania (nome completo: Gonzalo Víctor Alfonso José Bonifacio Antonio María y Todos los Santos) (Roma, 5 giugno 1937 – Losanna, 27 maggio 2000), era il secondogenito di Giacomo Enrico di Borbone-Spagna, pretendente legittimista al trono francese.

## Biografia
Nato nella Clinica Santa Anna a Roma,  nella cui cappella venne battezzato, a quattro anni nel 1941, alla morte del nonno Alfonso XIII di Spagna, seguì i genitori a Losanna, in Svizzera. Trascorsa l'infanzia nell'Hotel Royal, fu mandato col fratello Alfonso al Collège Saint-Jean a Friburgo. L'8 dicembre 1946 Gonzalo ricevette la prima comunione e la cresima dalle mani del cardinale Pedro Segura y Sáenz, arcivescovo di Siviglia.
Nel 1953 visitò la Spagna per la prima volta e l'anno dopo il Generale Francisco Franco invitò lui e suo fratello Alfonso a continuare i loro studi in Spagna. Nel settembre 1955 Gonzalo ed Alfonso restarono entrambi feriti in un incidente di automobile vicino a Losanna: stavano tornando da Windsor e avevano guidato tutto il giorno e tutta la notte.
Nel dicembre 1959 fu annunciato un fidanzamento fra Gonzalo e Dorothy Marguerite Fritz di San Francisco, ricca ereditiera figlia di Nicholas Eugene Fritz, Jr., proprietario dell'esclusivo hotel Huntington; il matrimonio non si tenne.
Nel novembre 1961 Gonzalo e suo fratello Alfonso, poiché a detta loro il padre stava dilapidando il patrimonio familiare, richiesero ad una corte francese un decreto di interdizione contro di lui, appoggiati in questo dalla nonna paterna Vittoria Eugenia di Battenberg e da altri membri della famiglia reale spagnola. Nel gennaio 1962 la corte sostenne che ci non fossero motivi sufficienti per un'interdizione, ma nominò un amministratore per regolamentare la sua prodigalità e i suoi lussi.

Stemma di Emanuela, duchessa di Aquitania (dal 1995).

Il 28 gennaio 1983, a Puerto Vallarta, in Messico, Gonzalo si sposò con cerimonia civile con María del Carmen Harto y Montealegre (23 aprile 1947 - viv.); ottennero il divorzio civile il 18 aprile 1983, prima che l'unione fosse registrata in Spagna. Il 25 giugno 1984, a Madrid, sposò con cerimonia civile María de las Mercedes Licer y García (15 ottobre 1963 - viv.): rinnovarono i loro voti nuziali in una cerimonia religiosa il 30 giugno 1984 a Olmedo, vicino a Valladolid, si separarono nel luglio 1985, ottennero il divorzio civile nel 1989 e l'annullamento religioso nel 1994. Il 12 dicembre 1992, a Genova, Gonzalo sposò con cerimonia civile Emanuela Maria Pratolongo (22 marzo 1960 - viv.); il matrimonio religioso si ebbe il 17 settembre 1995, a Roma.
Gonzalo non ebbe figli dai suoi 
matrimoni, ma ebbe una figlia illegittima e riconosciuta da Sandra Lee Landry:
- Stefania Michela di Borbone, (19 giugno 1968, Miami - viv.)

Gonzalo morì di leucemia a Losanna, in Svizzera e fu sepolto nella cappella di San Sebastiano nella chiesa del Monastero de las Descalzas Reales a Madrid.

## Rango e titoli
Poiché la madre di Gonzalo non era per nascita una principessa di sangue reale, suo nonno Alfonso XIII non considerò il nipote nella linea di successione al trono spagnolo, in conformità con la Prammatica Sanzione del 1776; il padre di Gonzalo, Giacomo Enrico, non era della stessa opinione e pretese che i due figli fossero considerati membri della dinastia spagnola con il titolo di "Altezza Reale". In Spagna Gonzalo fu chiamato generalmente Don Gonzalo de Borbón y Dampierre, benché altrove gli fosse concesso il titolo di principe e il trattamento di Altezza Reale. Il conflitto interno alla famiglia su rango e titolo di Gonzalo perdurarono per tutta la sua vita. Nel 1972 suo zio Giovanni di Borbone-Spagna conte di Barcellona lo invitò alla cerimonia nuziale di sua figlia Margherita di Borbone-Spagna: poiché sull'invito era omesso titolo e trattamento di membro della dinastia, Gonzalo scrisse una lettera di protesta allo zio.
Gonzalo fu considerato un principe francese con trattamento da Altezza Reale da quei legittimisti che ritennero suo nonno Alfonso XIII l'erede legittimo al trono francese: dopo la morte del nonno e l'ascesa di suo padre Giacomo Enrico come pretendente alla corona di Francia, Gonzalo divenne secondo nella linea al trono francese fino alla nascita di suo nipote Francesco Alfonso nel 1972.
L'8 marzo 1972 Giacomo Enrico lo nominò cavaliere dell'Ordine dello Spirito Santo e dell'Ordine di San Michele; le lettere patenti che accompagnavano tale nomine erano datate al 21 settembre 1972, [12] data in cui il padre lo creò duca d'Aquitania. Nel documento d'investitura a Gran Croce dell'Ordine dei Santi Maurizio e Lazzaro, firmato da Vittorio Emanuele di Savoia ci si riferisce a Gonzalo come duca d'Aquitania.
Il 14 settembre 1988, il tribunale d'istanza a Montpellier riconobbe un certificato di nazionalità francese a Gonzalo, in considerazione del fatto che sua madre era francese per nascita ed aveva mantenuto tale nazionalità anche da sposata. Il 18 maggio 1989 Gonzalo ottenne una carta d'identità francese a nome di "SAR de Bourbon, duc d'Aquitaine, Gonzalve Victor" (Sua Altezza Reale di Borbone, duca d'Aquitania, Gonzalo Vittorio). Successivamente ottenne anche un passaporto francese con lo stesso nome.

## Albero genealogico
|                                  |                                |                                    | Genitori                           |  |  | Nonni |  |  | Bisnonni              |  |  | Trisnonni                            |  |
|                                  |                                |                                    |                                    |  |  |       |  |  | Alfonso XII di Spagna |  |  | Francesco d'Assisi di Borbone-Spagna |  |
|                                  |                                |                                    |                                    |  |  |       |  |  | Alfonso XII di Spagna |  |  | Francesco d'Assisi di Borbone-Spagna |  |
|                                  |                                | Isabella II di Spagna              |                                    |  |  |       |  |  | Alfonso XII di Spagna |  |  |                                      |  |
| Alfonso XIII di Spagna           |                                |                                    |                                    |  |  |       |  |  | Alfonso XII di Spagna |  |  |                                      |  |
|                                  |                                | Maria Cristina d'Asburgo-Teschen   | Carlo Ferdinando d'Austria-Teschen |  |  |       |  |  |                       |  |  |                                      |  |
|                                  |                                | Maria Cristina d'Asburgo-Teschen   | Carlo Ferdinando d'Austria-Teschen |  |  |       |  |  |                       |  |  |                                      |  |
|                                  |                                | Maria Cristina d'Asburgo-Teschen   | Elisabetta d'Asburgo-Lorena        |  |  |       |  |  |                       |  |  |                                      |  |
| Giacomo di Borbone-Spagna        |                                | Maria Cristina d'Asburgo-Teschen   |                                    |  |  |       |  |  |                       |  |  |                                      |  |
|                                  |                                | Enrico di Battenberg               | Alessandro d'Assia                 |  |  |       |  |  |                       |  |  |                                      |  |
|                                  |                                | Enrico di Battenberg               | Alessandro d'Assia                 |  |  |       |  |  |                       |  |  |                                      |  |
|                                  |                                | Enrico di Battenberg               | Julia von Hauke                    |  |  |       |  |  |                       |  |  |                                      |  |
| Vittoria Eugenia di Battenberg   |                                | Enrico di Battenberg               |                                    |  |  |       |  |  |                       |  |  |                                      |  |
|                                  |                                | Beatrice di Sassonia-Coburgo-Gotha | Alberto di Sassonia-Coburgo-Gotha  |  |  |       |  |  |                       |  |  |                                      |  |
|                                  |                                | Beatrice di Sassonia-Coburgo-Gotha | Alberto di Sassonia-Coburgo-Gotha  |  |  |       |  |  |                       |  |  |                                      |  |
|                                  |                                | Beatrice di Sassonia-Coburgo-Gotha | Vittoria del Regno Unito           |  |  |       |  |  |                       |  |  |                                      |  |
| Gonzalo di Borbone               |                                | Beatrice di Sassonia-Coburgo-Gotha |                                    |  |  |       |  |  |                       |  |  |                                      |  |
|                                  | Visconte Riccardo di Dampierre | Visconte Enrico di Dampierre       |                                    |  |  |       |  |  |                       |  |  |                                      |  |
|                                  | Visconte Riccardo di Dampierre | Visconte Enrico di Dampierre       |                                    |  |  |       |  |  |                       |  |  |                                      |  |
|                                  | Visconte Riccardo di Dampierre | Elizabeth Tayloe Corbin            |                                    |  |  |       |  |  |                       |  |  |                                      |  |
| Visconte Ruggero di Dampierre    | Visconte Riccardo di Dampierre |                                    |                                    |  |  |       |  |  |                       |  |  |                                      |  |
|                                  |                                | Jeanne Marie Carraby               | Pierre Étienne Carraby             |  |  |       |  |  |                       |  |  |                                      |  |
|                                  |                                | Jeanne Marie Carraby               | Pierre Étienne Carraby             |  |  |       |  |  |                       |  |  |                                      |  |
|                                  |                                | Jeanne Marie Carraby               | Marie Marguerite Ybry              |  |  |       |  |  |                       |  |  |                                      |  |
| Emanuela di Dampierre            |                                | Jeanne Marie Carraby               |                                    |  |  |       |  |  |                       |  |  |                                      |  |
|                                  |                                | Emanuele Ruspoli di Poggio Suasa   | Bartolomeo Ruspoli di Cerveteri    |  |  |       |  |  |                       |  |  |                                      |  |
|                                  |                                | Emanuele Ruspoli di Poggio Suasa   | Bartolomeo Ruspoli di Cerveteri    |  |  |       |  |  |                       |  |  |                                      |  |
|                                  |                                | Emanuele Ruspoli di Poggio Suasa   | Carolina Ratti                     |  |  |       |  |  |                       |  |  |                                      |  |
| Vittoria Ruspoli di Poggio Suasa |                                | Emanuele Ruspoli di Poggio Suasa   |                                    |  |  |       |  |  |                       |  |  |                                      |  |
|                                  |                                | Josephine Mary Beers-Curtis        | Joseph David Beers-Curtis          |  |  |       |  |  |                       |  |  |                                      |  |
|                                  |                                | Josephine Mary Beers-Curtis        | Joseph David Beers-Curtis          |  |  |       |  |  |                       |  |  |                                      |  |
|                                  |                                | Josephine Mary Beers-Curtis        | Elizabeth Shipton-Giles            |  |  |       |  |  |                       |  |  |                                      |  |
|                                  |                                | Josephine Mary Beers-Curtis        |                                    |  |  |       |  |  |                       |  |  |                                      |  |